# Pantalone

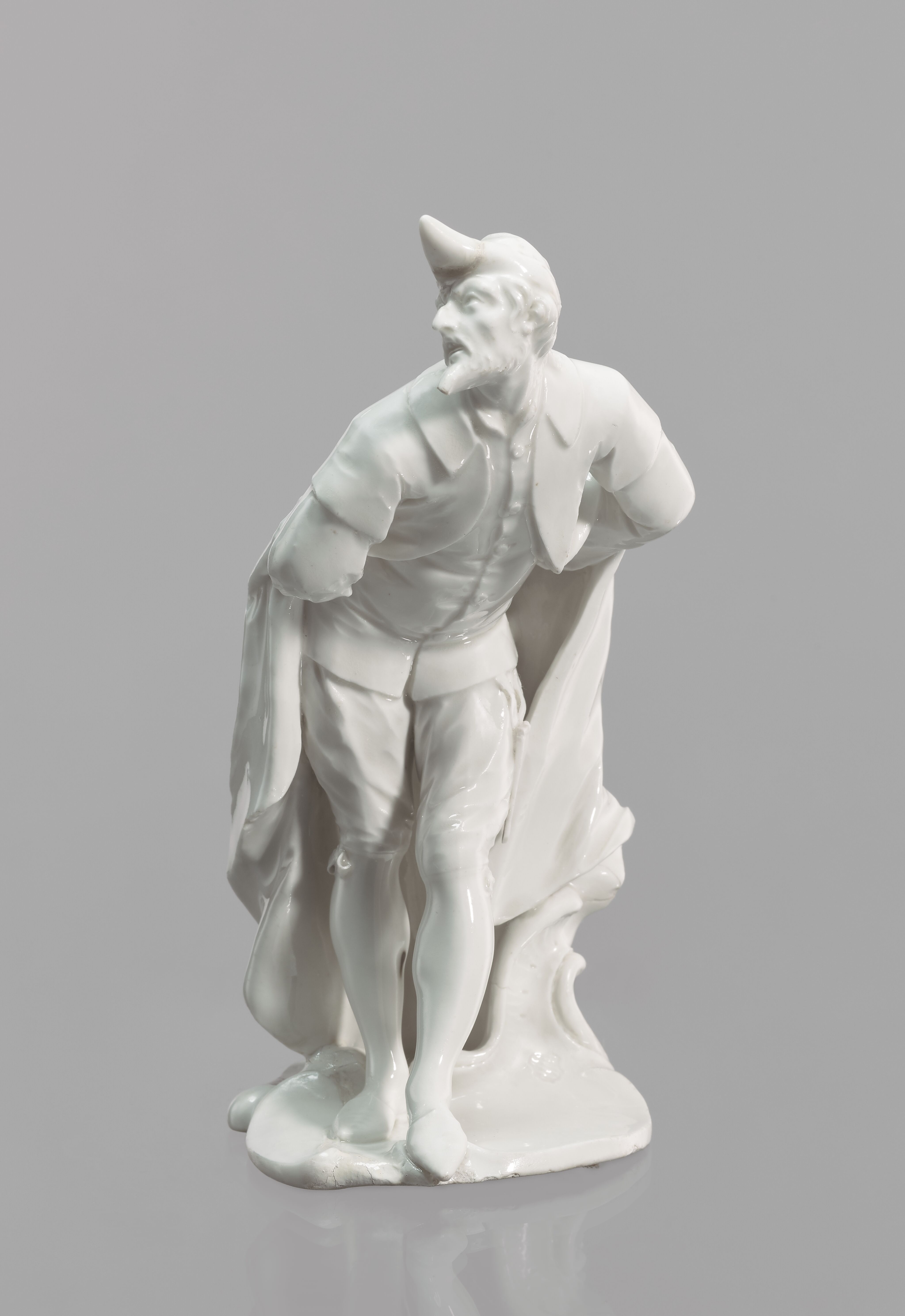
Figurka Pantalone wg modelu Franza Antona Bustellego w zbiorach Muzeum Narodowego w Warszawie. Manufaktura porcelany Nymphenburg, druga połowa XVIII w.

Pantalone − jedna z głównych postaci (masek „komicznych”) commedia dell’arte.
Z zawodu kupiec wenecki jest starcem z mimów, zrodzonym na nowo w renesansowej Europie, obawiającym się wszelkiego zagrożenia, skłonnym wtrącać się do polityki. Rogacz, oszukiwany ojciec, zawsze stanowi źródło śmiechu podszytego okrucieństwem. Jego literackim prototypem jest Euklion w Skarbie. Pierwotnie nosił płaszcz czerwony, który jednak z czasem zmieniono na czarny. Ten jego płaszcz, tureckie pantofle i czerwona czapka stały się tradycyjne. Maskę ma ciemną z wydatnym zakrzywionym nosem, włosy białe i długą brodę.